# Cocalzinho de Goiás
Cocalzinho de Goiás este un oraș în Goiás (GO), Brazilia.